# Calestano
Calestano (emilián nyelven Calistàn) település Olaszországban, Emilia-Romagna régióban, Parma megyében. Lakosainak száma 2065 fő (2023. január 1.). Calestano Berceto, Corniglio, Felino, Langhirano, Sala Baganza és Terenzo községekkel határos.

## Népesség
A település népességének változása:
| Lakosok száma | 2117 | 2147 | 2065 |
|               | 2017 | 2018 | 2023 |